# József Ács (Musiker)
József Ács (* 1948) ist Komponist, Pianist und Organist mit ungarischen Wurzeln.
Im Alter von neun Jahren nahm ihn die Franz-Liszt-Musikakademie zu Budapest als „außergewöhnliches Talent“ auf. Er absolvierte die Akademie mit herausragenden Diplomen für Orgel, Kirchenmusik und Komposition. Generöse Stipendien ermöglichten ihm die Fortsetzung seiner Studien als Pianist am Robert-Schumann-Institut zu Düsseldorf. 1976 gewann der Künstler den 1. Preis für Klavier beim „Deutschen Musikwettbewerb“ in der Beethovenhalle in Bonn. Es folgten Engagements, die ihn zu vielen wichtigen Musikzentren der Welt führten. Einer der Höhepunkte dieser Reisen war das Konzert im Verdi-Saal zu Mailand, wo er das von ihm vollendete Klavierkonzert „De profundis“ von Franz Liszt interpretierte. Viele Konzertreisen u. a. mit seinem Bruder János Ács, dem Dirigenten, prägen den Künstler. Im Jahre 2000 wurde von dem Künstler im ungarischen Fernsehen – Duna – eine Portraitdokumentation über seine künstlerische Laufbahn gedreht; diese Sendung trägt den Namen Talentum und wurde weltweit übertragen.
Seine außergewöhnlichen Fähigkeiten auf Klavier und Orgel ermöglichen ihm, den Klang eines Orchesters zu ersetzen. Neben seiner Tätigkeit als Pianist und Organist führt József Ács einen eigenen Musikverlag „Musica Sacra“. Sein großes musikalisches Vorbild war zeitlebens Franz Liszt, dessen Werke er auch bevorzugt spielt. Aufgrund dessen hat er 1982 seine eigene Musikgesellschaft, die Franz-Liszt-Gesellschaft Eschweiler e.V. gegründet, in der er die musikalische Leitung vertritt.
József Ács hat in den vatikanischen Archiven die Missa Solemnis (Graner Messe) von Franz Liszt in der vatikanischen Version (1859) ausfindig gemacht und in seinem Musikverlag erstmals herausgegeben. Diese Messe wurde 2007 in Eschweiler uraufgeführt und anschließend in Budapest, Esztergom (Ungarn) und Salzburg zur Aufführung gebracht. Im Jahre 2010 hat die Uraufführung im Petersdom in Rom stattgefunden. Damit ist diese Messe mit einer Uraufführung an den Entstehungsort wieder zurückgekehrt.
Zuletzt hat sich József Ács mit den Werken des italienischen Komponisten Ruggero Leoncavallo beschäftigt. Das von Leoncavallo nur in Fragmenten erstellte „Requiem“ hat József Ács rekonstruiert.
Nach intensivem Studium verschiedener Arbeiten Leoncavallos, in erster Linie seiner dramatischen Opernmusik, konnte fast das gesamte Requiem rekonstruiert und veröffentlicht werden. Die Uraufführung fand im Jahre 2009 in Brissago/Schweiz statt, wo Leoncavallo lange Zeit gelebt und gearbeitet hat.
József Ács ist mit Musikerin Violetta Palatinus (Opern- und Konzertsängerin, Querflötistin) seit 1991 verheiratet. Gemeinsame Töchter sind
Johanna Ács  und Franciska Ács. 